# エレーヌ・カレール・ダンコース
エレーヌ・カレール・ダンコース（仏: Hélène Carrère d'Encausse、1929年7月6日 - 2023年8月5日）は、フランスの歴史学者。ロシア史を専門とし、『崩壊した帝国』、『レーニン』、『未完のロシア』などを著した。ソルボンヌ大学、パリ政治学院、欧州大学院大学で教鞭を執り、1994年から99年まで欧州議会議員としてロシアとの協力関係の強化に尽力。1990年にアカデミー・フランセーズ会員に選出され、1999年から終身事務局長を務めた。
元ジョージア外務大臣で、2018年からジョージア大統領を務めるサロメ・ズラビシュヴィリの従姉妹である。

## 生涯

### 背景
エレーヌ・カレール・ダンコースは1929年7月6日、エレーヌ・ズラビシュヴィリ（仏: Hélène Zourabichvili）としてパリに生まれた。父ジョルジュ・ズラビシュヴィリは、1898年にトビリシ（ジョージア、グルジア）に生まれ、ロシア革命後の1920年代にフランスに亡命した経済学者・哲学者であった。亡命後にロシア貴族の娘ナタリー・フォン・ペルカンと結婚。生活の困窮し、職を転々とした。
エレーヌの7歳下の弟ニコラ・ズラビシュヴィリ（1936年生まれ、ニコラ・ズラビシュヴィリ・フォン・ペルカンとも）は作曲家で、とりわけ、トビリシ出身の映画監督オタール・イオセリアーニが制作した多くの作品（『素敵な歌と舟はゆく』、『月曜日に乾杯!』、『ここに幸あり』など）で音楽を担当したことで知られる。
1952年に音楽家ジョルジュ・カレールとピアニスト・教育者のポール・カレール＝ダンコースの息子で保険業を営んでいたルイ・エドゥアール・カレールと結婚し、エマニュエル（1957年生）、ナタリー（1960年生）、マリナ（1962年生）の3子をもうけた。エマニュエル・カレールはフェミナ賞受賞作家、ナタリー・カレールは弁護士、著述家、マリナ・カレール・ダンコースは超音波検査専門の医師で、フランス5の健康情報番組を担当するなどジャーナリストとしても活躍している。
エレーヌ・カレール・ダンコースの父ジョルジュ・ズラビシュヴィリは、第二次大戦中に2年間、ボルドーのドイツ軍経済局で通訳をしていたが、1944年のパリ解放後に行方不明になった。エレーヌが15歳、ニコラが8歳のときであった。エレーヌ・カレール・ダンコースはこれについて口を閉ざしていたが、息子のエマニュエル・カレールが叔父ニコラから聞いた話に基づく小説『ロシア小説』を発表し、祖父ジョルジュは何者かに連れ去られ、消息を絶った、「死体は見つかっていないし、死亡通知もなかったので、墓石もない」と書いた。ドイツ軍の通訳をしていたことを明かしたのも本書においてであり、対独協力者として殺害されたとみられている。エマニュエル・カレールは、「沈黙や否認は、彼女（母）にとって文字通り生死にかかわることだった」と語っている。

### 経歴
ソルボンヌ大学に学び、歴史学の博士号、次いで文学と人文科学の博士号を取得。さらにパリ政治学院で学位を取得した。
ソルボンヌ大学、パリ政治学院、欧州大学院大学（ベルギー、ブルッヘ）で教鞭を執った。スラヴ研究所運営委員会の委員でもあり、1984年から1987年にかけてパリ大学の公開講座用のラジオ・ソルボンヌ＝ラジオ・フランスの会長を務めた。
1987年6月22日にジャック・シラク首相（当時）が、フランス国籍法典改正のための有識者委員会を設置した際には、委員として参加。これは、カレール＝ダンコース、エマニュエル・ル・ロワ・ラデュリを含む法学、政治学、歴史学、社会学の大学教員9人、医師2人、官僚3人、弁護士1人、映画監督1人（アンリ・ヴェルヌイユ）によって構成され、移民問題との関連で特にフランスが採用している国籍の出生地主義の是非について審議することを目的とした委員会であり、法学者のジャン＝ドニ・ブルダンと哲学者のアラン・フィンケルクロートは参加を拒否した。

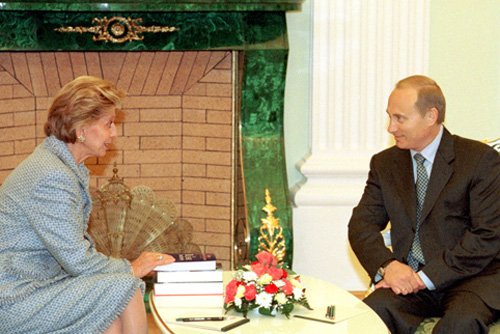
カレール＝ダンコースとウラジーミル・プーチン大統領（2000年）

1990年12月13日にアカデミー・フランセーズ会員（第14座席、ジャン・ミストレルの後任）に選出され、1991年11月28日に就任。1999年10月21日から終身事務局長を務めている。
1992年、欧州中央銀行の顧問として旧共産主義国家の民主化のための支援政策の策定に参加。
1994年にジャック・シラクが党首を務める共和国連合から欧州議会議員に選出され（任期：1994年7月19日 - 1999年7月19日）、外交・治安・防衛政策委員会の副委員長を務めるほか、ロシア外交代表団や欧州連合・ロシア協力欧州議会委員会代表団の一員としてロシアとの協力関係の強化に尽力した。
2023年8月5日、パリにて死去。没年94歳。

## 栄誉

### アカデミー会員、名誉会員、名誉博士
ベルギー王立アカデミーの会員、ロシア科学アカデミーの外国人会員（2003年以降）、ロシア美術アカデミー、ジョージア国立科学アカデミーおよびルーマニア・アカデミーの名誉会員を務めるほか、以下の大学から名誉博士号を授与された。
- ラヴァル大学（カナダ、ケベック州）[24]
- モントリオール大学（カナダ、ケベック州）[24]
- ルーヴァン・カトリック大学（ベルギー）[24]
- ブカレスト大学（ルーマニア）[3]
- ソフィア聖クリメント・オフリドスキ大学（ブルガリア）[25]

### 受賞
- 今日賞（1978年）- 『崩壊した帝国』[26]
- ロモノーソフ金メダル（2008年）[27]
- アストゥリアス皇太子賞社会科学部門（2023年）

### 受章
- レジオンドヌール勲章グランクロワ（2012年）[3][28]
- 国家功労勲章オフィシエ[3]
- 教育功労章コマンドゥール[3]
- 芸術文化勲章コマンドゥール[3]
- レオポルド勲章（フランス語版）コマンドゥール（ベルギー）[3]
- 文化功労勲章（フランス語版）（モナコ、1999年）[29]
- 名誉勲章（ロシア語版）（ロシア、2009年）[30]
- ポーランド共和国功労勲章（ポーランド語版）（2011年）[31]

## 著書
- Réforme et révolution chez les musulmans de l’Empire russe (ロシア帝国のイスラム教徒にとっての改革と革命), Armand Colin, 1963
- Le Marxisme et l’Asie, 1853-1964 (マルクス主義とアジア 1853-1964 ), Armand Colin, 1966 - スチュアート・R・シュラム（英語版）共著
- Central Asia, a century of Russian rule (中央アジア - ロシア統治の1世紀), Columbia Univ. - Columbia Univ., 1967, (再刊) Duke Univ. publication, 1990
- L’URSS et la Chine devant la révolution des sociétés pré-industrielles (産業化前の社会の革命に直面するソ連と中国), Armand Colin, 1969 - スチュアート・R・シュラム共著
- L’Union soviétique de Lénine à Staline (レーニンからスターリンへのソ連), Richelieu, 1972
- La Politique soviétique au Moyen-Orient, 1955-1975 (ソ連の中東政策 1955-1975), Presses de la F.N.S.P., 1975
- L’Empire éclaté, 1978
  - 『崩壊した帝国 ― ソ連における諸民族の反乱』、高橋武智訳、新評論、改題増補新版『崩壊したソ連帝国 ― 諸民族の反乱』高橋武智訳、藤原書店、1990年
- Lénine, la Révolution et le Pouvoir, Flammarion, 1979
  - 『ソ連邦の歴史 I - レーニン ― 革命と権力』、石崎晴己訳、新評論, 1985年
- Staline, l’ordre par la terreur, Flammarion, 1979
  - 『ソ連邦の歴史 II - スターリン ― 秩序と恐怖』、志賀亮一訳、新評論, 1985年
- Le Pouvoir confisqué, Flammarion, 1980
  - 『奪われた権力 ― ソ連における統治者と被統治者』（上下巻）尾崎浩訳、新評論、1982年、新版1987年、2000年
- Le Grand Frère (兄貴), Flammarion, 1982
- La déstalinisation commence (非スターリン化が始まる), Complexe, 1985
- Ni paix ni guerre, Flammarion, 1986
  - 『パックス・ソビエチカ ― ソ連の対第三世界戦略』、尾崎浩訳、新評論、1987年
- Le Grand Défi (大いなる挑戦), Flammarion, 1987
- Le Malheur russe (ロシアの不幸), Fayard, 1988
- La Gloire des Nations, Fayard, 1990
  - 『民族の栄光 ― ソビエト帝国の終焉』（上下巻）山辺雅彦訳、藤原書店、1991年
- Victorieuse Russie (勝利のロシア), Fayard, 1990
- L’URSS, de la Révolution à la mort de Staline (ソビエト連邦 - 革命からスターリンの死まで), 1993
- Nicolas II, La transition interrompue, Fayard, 1996
  - 『甦る - ニコライ二世 ― 中断されたロシア近代化への道』、谷口侑訳、藤原書店、2001年
- Lénine, Fayard, 1998
  - 『レーニンとは何だったか』、石崎晴己・東松秀雄訳、藤原書店、2006年
- La Russie inachevée, Fayard, 2000
  - 『未完のロシア ― 十世紀から今日まで』、谷口侑訳、藤原書店、2008年
- Catherine II, Fayard, 2002
  - 『エカテリーナ二世 ― 十八世紀近代ロシアの大成者』（上下巻）志賀亮一訳、藤原書店、2004年
- L’Impératrice et l’abbé : un duel littéraire inédit (女帝と神父 - 前代未聞の文学的決闘), Fayard, 2003
- L’Empire d’Eurasie (ユーラシア帝国), Fayard, 2005
- La Deuxième Mort de Staline (スターリンの2度目の死), 2006
- Alexandre II. Le printemps de la Russie (アレクサンドル二世 - ロシアの春), Fayard, 2008
- La Russie entre deux mondes (2つの世界の間のロシア), Fayard, 2010
- Des siècles d’immortalité. L’Académie française 1635-... (不死身の数世紀 - アカデミー・フランセーズ 1635年―), Fayard, 2011
- Les Romanov - Une dynastie sous le règne du sang (ロマノフ家 - 血の支配下の王朝), Fayard, 2013
- Six années qui ont changé le monde 1985-1991 - La chute de l’empire soviétique (世界を変えた6年 1985-1991 - ソビエト帝国の崩壊), Fayard, 2015
- Le général de Gaulle et la Russie (ド・ゴール将軍とロシア), Fayard, 2017
- La Russie et la France (ロシアとフランス), Fayard, 2019